# Josef Huber (Politiker, 1902)
Josef Huber (* 9. März 1902 in Ebersdorf an der Zaya, Niederösterreich; † 17. Juli 1965 in Krems an der Donau) war ein österreichischer Politiker der Österreichischen Volkspartei (ÖVP).

## Ausbildung und Beruf
Nach dem Besuch der Volks- und Bürgerschule lernte er den Beruf des Kaufmanns. Im Jahr 1945 wurde er selbständiger Textilgroß- und Einzelhandelskaufmann. Er war auch gerichtlich beeideter Sachverständiger und Schätzmeister für Textilien.

## Politische Funktionen
- 1953: Ersatzmann im Tiroler Landtag
- Mitglied des Landesausschusses des Österreichischen Wirtschaftsbundes (ÖWB) Tirol

## Politische Mandate
- 16. Jänner 1957 bis 12. November 1957: Mitglied des Bundesrates (VIII. Gesetzgebungsperiode), ÖVP